# بیل دنتون
بیل دنتون (انگلیسی: Bill Denton; ۱ فوریهٔ ۱۹۱۱ – ۸ مارس ۱۹۴۶) ژیمناست هنری اهل ایالات متحده آمریکا بود.